# Óscar Franco
Oscar Matías Franco Lugo (Asunción, Paraguay, 17 de noviembre de 1992) es un futbolista paraguayo. Juega como delantero centro y actualmente milita en Jocoro FC de la Primera División de El Salvador.

## Trayectoria
A mediados del 2016 llega a Colombia para jugar por Fortaleza procedente de la División Intermedia de Paraguay. En 18 partidos anotó 5 goles, siendo la sensación del torneo.

### Atlético Nacional
Debido a sus buenas actuaciones fue fichado por Atlético Nacional por tres temporadas. Sin embargo, en el verdolaga no pudo consolidarse como titular, jugando solo 5 partidos y anotando 1 gol. Jugó al lado de Franco Armani, Macnelly Torres y Dayro Moreno.
Fue cedido a préstamo por 6 meses al Independiente de Campo Grande. Le anotó un gol de penal al Olimpia.
A inicios del 2018 fue anunciado como nuevo refuerzo de Real Garcilaso. Anotó 5 goles, sin embargo, le rescindieron su contrato por discrepancia con la directiva.
A mediados del 2018 fue fichado por Rionegro Águilas por una temporada.
A pesar de tener 6 meses de contrato, Franco rescindió contrato de mutuo acuerdo. Llegó como jugador libre al General Díaz.

### Cienciano
Solo duró un mes en el elenco paraguayo, luego fichó por Cienciano, un equipo histórico del fútbol peruano. En sus 6 primeros meses anotó 7 goles en 5 partidos, siendo una de las revelaciones de la Liga 2. Lamentablemente se rompió el tendón de Aquiles, perdiéndose el resto del torneo, Luego de un semestre de pocas oportunidades, rescindió su contrato bajo mutuo acuerdo.

## Estadísticas

### Clubes
| Club                         | Div.                | Temporada           | Liga  | Liga  | Copa nacional | Copa nacional | Copa internacional | Copa internacional | Total | Total |
| Club                         | Div.                | Temporada           | Part. | Goles | Part.         | Goles         | Part.              | Goles              | Part. | Goles |
| ---------------------------- | ------------------- | ------------------- | ----- | ----- | ------------- | ------------- | ------------------ | ------------------ | ----- | ----- |
| Guillermo Brown Argentina    | 2.ª                 | 2011                | 0     | 0     | —             | —             | —                  | —                  | 0     | 0     |
| Guillermo Brown Argentina    | 2.ª                 | 2012                | 0     | 0     | —             | —             | —                  | —                  | 0     | 0     |
| Guillermo Brown Argentina    | 2.ª                 | 2013                | 0     | 0     | —             | —             | —                  | —                  | 0     | 0     |
| Guillermo Brown Argentina    | Total               | Total               | 0     | 0     | 0             | 0             | 0                  | 0                  | 5     | 0     |
| Fortaleza · Colombia         | 2.ª                 | 2016                | 17    | 5     | 1             | 1             | —                  | —                  | 18    | 6     |
| Fortaleza · Colombia         | Total               | Total               | 17    | 5     | 1             | 1             | 0                  | 0                  | 18    | 6     |
| Atlético Nacional · Colombia | 1.ª                 | 2017                | 6     | 1     | —             | —             | —                  | —                  | 6     | 1     |
| Atlético Nacional · Colombia | Total               | Total               | 6     | 1     | 0             | 0             | 0                  | 0                  | 6     | 1     |
| Independiente Paraguay       | 1.ª                 | 2017                | 15    | 2     | 2             | 1             | —                  | —                  | 17    | 3     |
| Cusco F. C. · Perú           | 1.ª                 | 2018                | 12    | 4     | —             | —             | 5                  | 0                  | 17    | 4     |
| Cusco F. C. · Perú           | Total               | Total               | 12    | 4     | 0             | 0             | 5                  | 0                  | 17    | 4     |
| Rionegro Águilas · Colombia  | 1.ª                 | 2018                | 4     | 0     | —             | —             | —                  | —                  | 4     | 0     |
| Rionegro Águilas · Colombia  | Total               | Total               | 4     | 0     | 0             | 0             | 0                  | 0                  | 4     | 0     |
| Cienciano · Perú             | 2.ª                 | 2019                | 8     | 7     | 3             | 0             | —                  | —                  | 11    | 7     |
| Cienciano · Perú             | 1.ª                 | 2020                | 3     | 0     | —             | —             | —                  | —                  | 3     | 0     |
| Cienciano · Perú             | Total               | Total               | 11    | 7     | 3             | 0             | 0                  | 0                  | 14    | 7     |
| Santos F. C. · Perú          | 2.ª                 | 2020                | 6     | 0     | —             | —             | —                  | —                  | 6     | 0     |
| Santos F. C. · Perú          | Total               | Total               | 6     | 0     | 0             | 0             | 0                  | 0                  | 6     | 0     |
| Deportivo Capiatá Paraguay   | 2.ª                 | 2021                | 14    | 2     | —             | —             | —                  | —                  | 14    | 2     |
| Deportivo Capiatá Paraguay   | Total               | Total               | 14    | 2     | 0             | 0             | 0                  | 0                  | 14    | 2     |
| Alfonso Ugarte · Perú        | 2.ª                 | 2022                | 8     | 0     | —             | —             | —                  | —                  | 8     | 0     |
| Alfonso Ugarte · Perú        | Total               | Total               | 8     | 0     | 0             | 0             | 0                  | 0                  | 8     | 0     |
| Jocoro F. C. · El Salvador   | 1.ª                 | 2022-23             | 15    | 2     | —             | —             | —                  | —                  | 15    | 2     |
| Jocoro F. C. · El Salvador   | Total               | Total               | 15    | 2     | 0             | 0             | 0                  | 0                  | 15    | 2     |
| Total en su carrera          | Total en su carrera | Total en su carrera | 108   | 23    | 6             | 2             | 5                  | 0                  | 119   | 25    |
| 1.                           |                     |                     |       |       |               |               |                    |                    |       |       |

## Palmarés

### Campeonatos internacionales
| Título              | Club              | País     | Año  |
| ------------------- | ----------------- | -------- | ---- |
| Recopa Sudamericana | Atlético Nacional | Colombia | 2017 |

### Campeonatos nacionales
| Título                       | Club              | País     | Año  |
| ---------------------------- | ----------------- | -------- | ---- |
| Primera División de Colombia | Atlético Nacional | Colombia | 2017 |